# Allmendäcker
Die Allmendäcker sind ein Naturschutzgebiet im Naturraum Nördliches Oberrhein-Tiefland in Baden-Württemberg. 

## Geographie
Das Naturschutzgebiet liegt auf dem Gebiet der Gemeinde Rheinstetten. Es umfasst zusammen mit dem zuvor unter Schutz gestellten Naturschutzgebiet Sandgrube im Dreispitz-Mörsch beidseits der Bahnlinie Rastatt-Karlsruhe den Bereich der ehemaligen Trockenbaggerung am Epplesee, einen kleinen Teil des Ufers selbst einschließlich der feuchten Übergangsbereiche und östlich anschließende Abteilungen des Forchheimer Hardtwalds.

## Geschichte
Unter Schutz gestellt wurde der gesamte Bereich südlich des Epplesees der ehemaligen Trockenbaggerung, die in den 1980er Jahren eingestellt wurde. Weil eine Nassbaggerung nicht genehmigt wurde, blieben die Flächen seitdem ungenutzt. Das im Laufe der Jahrzehnte entstandene reichhaltige Biotopspektrum der Sandgrube und des angrenzenden Uferbereichs des Sees ist ein idealer sekundärer künstlich erschaffener Ausweichbiotop für viele an die ehemaligen Flugsand- und Binnendünen sowie an den früher mäandrierenden Rhein angepasste Tier- und Pflanzenarten.

## Geologie
Diese Grube befindet sich inmitten der ehemaligen Flugsand- und Dünengebiete zwischen Rhein und Kinzig-Murg-Rinne, welche heute landwirtschaftlich genutzt werden. Die auf der Niederterrasse des Rheins abgelagerten kalkfreien, kiesigen Sande sind für die Bauwirtschaft von Interesse. Ursprünglich waren die durch die Baggerung freigelegten Rohböden nur schwach mit Mutterboden überdeckt, später wurde dieser aber in Teilen eingetragen.

## Beschreibung
Das Gebiet wurde per Verordnung am  26. November 1996 durch das Regierungspräsidium Karlsruhe als Naturschutzgebiet ausgewiesen und hat eine Fläche von  40 Hektar. Es wird unter der Schutzgebietsnummer 2.203 geführt und ist in die IUCN-Kategorie IV als Biotop- und Artenschutzgebiet  eingeordnet. Der CDDA-Code lautet 162064 und entspricht zugleich der WDPA-ID.
Der wesentliche Schutzzweck ist die Sicherung der Sandgruben als Pionierstandorte vom feuchten bis hin zum extrem trockenen Bereich, die Sicherung und Förderung der Sukzessionsstadien der Vegetation auf den verschiedenen Standorten sowie die Sicherung und Förderung der Strukturvielfalt der Sandgruben, ihrer Steilböschungen und Bodenerhebungen als Lebensraum der an diese extremen Standorte angepassten Tier- und Pflanzenwelt.

## Flora und Fauna
Ein Grund für den Artenreichtum in dieser Grube ist das unterschiedliche Alter der brachliegenden Flächen. Zu Vorwaldstadien und Sandrasen gesellen sich Magerrasen, Ginster-Gebüsch und feuchtigkeitsliebende Formationen.
Zu den Besonderheiten gehörte ein Brutvorkommen des Schwarzkehlchens, das sehr empfindlich auf jede Störung in seinem Biotop reagiert. Zu den typischen Pflanzen der kargen, kalkfreien Sandböden gehören im Gebiet beispielsweise das Berg-Sandglöckchen und das Hügel-Vergissmeinnicht.